# Feldhorst
Feldhorst ist eine Gemeinde im Kreis Stormarn in Schleswig-Holstein.

## Geographie
Die Gemeinde liegt im Norden des Kreises Stormarn, ca. 18 km westlich der Hansestadt Lübeck, im Bereich des dortigen Amtes Nordstormarn. Im Norden grenzt die Gemeinde an den Kreis Segeberg mit den Gemeinden Wakendorf I, Bahrenhof und Bühnsdorf.  Im Osten grenzt Feldhorst an die Gemeinde Rehhorst und die Stadt Reinfeld, im Süden an die Gemeinde Meddewade, hierbei stellt die Trave die Grenze zu Meddewade dar.
Im Westen grenzt Feldhorst an die Stadt Bad Oldesloe.
| Neumünster (ca. 38 km)    | Plön (ca. 34 km)     | Scharbeutz (ca. 30 km)         |
| Bad Segeberg (ca. 12 km)  |                      |                                |
| Kaltenkirchen (ca. 30 km) |                      | Lübeck (ca. 18 km)             |
| Bad Oldesloe (ca. 6 km)   |                      |                                |
| Hamburg (ca. 44 km)       | Lüneburg (ca. 68 km) | Reinfeld (Holstein) (ca. 6 km) |

* Entfernungsangaben beziehen sich auf die Entfernung (Luftlinie) bis zum Ortszentrum. Die realen Richtungen entsprechen nicht exakt, sondern ungefähr den Himmelsrichtungen.
Die Gemeinde besteht aus den Ortschaften  Altenweide, Buurdiek, Havighorst, Hohenkamp, Niendeel, Rögen, Schüttenkaten, Steinfeld, Steinfelder Heckkaten,  Steinfelder Hude und Steinfelderwohld.

## Geschichte
Feldhorst entstand am 1. Januar 1978 aus einer Fusion der bisher eigenständigen Gemeinden Havighorst b. Bad Oldesloe und Steinfeld. Der Name ist ein Kunstwort, das aus den Endsilben beider Gemeinden gebildet wurde.
Havighorst
Havighorst wurde erstmals 1327, als es an das Kloster Reinfeld verkauft wurde, urkundlich erwähnt. Nach Auflösung des Klosters im Zuge der Reformation wurde Havighorst dem landesherrlichen Amt Reinfeld zugeordnet. Seine Bewohner mussten noch bis 1772 dem Vorwerk Steinhof Hand- und Spanndienste leisten.
Nach der Annexion Schleswig-Holsteins durch Preußen gehört Havighorst seit 1867 zum neugebildeten Kreis Stormarn. Mit Einführung der preußischen Kommunalverfassung wurde es 1889 dem Amtsbezirk Rehhorst zugeordnet und kam mit der Neugliederung nach dem Zweiten Weltkrieg 1948 zum Amt Reinfeld. Seit 1972 gehört Havighorst zum Amt Nordstormarn. Zum Zeitpunkt des Zusammenschlusses mit Steinfeld hatte der Ort 208 Einwohner.
Steinfeld
Steinfeld wurde urkundlich erstmals im Jahre 1149 erwähnt in einer Urkunde Heinrichs des Löwen. In dieser wird ein Marcradus de Steenvelde als Zeuge erwähnt. Marcradus de Steenvelde ist der einzige geschichtlich bekannte Bewohner des Heilsaugebiets im 12. Jahrhundert.

## Religion
Bereits im 14. Jahrhundert besaß der Ortsteil Havighorst eine Kapelle, die zum Kloster Reinfeld gehörte. In der Reformation wurden beide Ortsteile lutherisch.

## Politik

### Gemeindevertretung
Bei der Kommunalwahl am 14. Mai 2023 wurden insgesamt neun Sitze vergeben. Von diesen erhielt die Kommunale Wählervereinigung Feldhorst sechs Sitze und die Bürger Aktiv für Feldhorst drei Sitze.

### Wappen
Blasonierung: „In Grün unter einem von zwei goldenen Getreideähren begleiteten silbernen Habichtskopf ein silberner Stein. Darunter ein silberner Wellenbalken.“

## Grünflächen und Naherholung
Das 1970 ausgewiesene Landschaftsschutzgebiet Steinfeld mit über 758 ha Fläche, größtenteils im Gemeindegebiet gelegen, befindet sich rund um die Ortschaft Steinfeld im südöstlichen Teil der Gemeinde Feldhorst. Das Landschaftsschutzgebiet Steinfeld grenzt im Osten an das Landschaftsschutzgebiet Reinfeld, im Süden an das Landschaftsschutzgebiet Meddewade.

## Wirtschaft und Infrastruktur

### Öffentliche Einrichtungen
Feldhorst verfügt über zwei Freiwillige Feuerwehren, die Freiwillige Feuerwehr Havighorst und die Freiwillige Feuerwehr Steinfeld.

### Bildung
Im Ortsteil Steinfeld befindet sich ein Kindergarten. Die nächsten Grundschulen befinden sich in Reinfeld und Zarpen, weiterführende Schulen mit gymnasialer Oberstufe gibt es in Reinfeld und Bad Oldesloe. Die Fahrbücherei im Kreis Stormarn fährt im Vier-Wochen-Rhythmus zwei Haltepunkte in der Gemeinde Feldhorst an.

### Verkehr
Die Gemeinde ist an den Hamburger Verkehrsverbund (HVV) über den Busverkehr angebunden. Die Bundesstraße 75, auf dem Teilstück Reinfeld – Bad Oldesloe, sowie die Landesstraße 84 Reinfeld – Bad Segeberg führen durch das Gemeindegebiet.
Das Gemeindegebiet wird durch die Bahnstrecke Lübeck–Hamburg im südlichen Bereich durchlaufen, ein Haltepunkt existiert nicht.
Die nächsten Bahnhöfe befinden sich in Reinfeld (Holstein) und Wakendorf I, beide Bahnhöfe befinden sich im Tarifgebiet des Hamburger Verkehrsverbund (HVV).